# Brad Wilson
Brad Wilson (Long Beach, 19 novembre 1972) è un allenatore di calcio ed ex calciatore statunitense di ruolo centrocampista.

## Carriera
Brad Wilson è principalmente noto per aver fatto parte della prima rosa nella stagione inaugurale del LA Galaxy nel 1996. Rimasto anche nella stagione successiva in cui però rimane svincolato dopo aver disputato tre partite, in totale colleziona 26 presenze condite da una rete. Successivamente si accasa all'Orange County Zodiac, militante nella PDL USISL, con cui disputa 30 partite e realizza nove reti tra il 1997-1998. Il 1º febbraio 1998 viene selezionato come settima scelta al SuperDraft dal Tampa Bay Mutiny, venendo però scartato circa un mese dopo. Dopo un provino andato male con il Chicago Fire, ritorna all'Orange County.

## Dopo il ritiro
È stato allenatore del West Coast FC dal 2003 al 2005.

## Statistiche
| Stagione                  | Squadra                   | Campionato                | Campionato | Campionato | Coppe nazionali | Coppe nazionali | Coppe nazionali | Coppe continentali | Coppe continentali | Coppe continentali | Altre coppe | Altre coppe | Altre coppe | Totale | Totale |
| Stagione                  | Squadra                   | Comp                      | Pres       | Reti       | Comp            | Pres            | Reti            | Comp               | Pres               | Reti               | Comp        | Pres        | Reti        | Pres   | Reti   |
| ------------------------- | ------------------------- | ------------------------- | ---------- | ---------- | --------------- | --------------- | --------------- | ------------------ | ------------------ | ------------------ | ----------- | ----------- | ----------- | ------ | ------ |
| 1996                      | LA Galaxy                 | MLS                       | 22+1       | 1          |                 | -               | -               |                    | -                  |                    |             | -           | -           | 23     | 1      |
| feb.-giu. 1997            | LA Galaxy                 | MLS                       | 3          | 0          |                 | -               | -               |                    | -                  | .                  |             | -           | -           | 3      | 0      |
| Totale Los Angeles Galaxy | Totale Los Angeles Galaxy | Totale Los Angeles Galaxy | 26         | 1          |                 | -               | -               |                    | -                  | -                  | -           | -           | -           | 26     | 1      |
| Totale carriera           | Totale carriera           | Totale carriera           | 26         | 1          |                 | -               | -               |                    | -                  | -                  | -           | -           | -           | 26     | 1      |